# رینو
رینو (سده دوم پیش از میلاد) ملکه ایران و همسر مهرداد یکم اشکانی (حکومت از ۱۷۱ تا ۱۳۲ پیش از میلاد) بود. او مادر شاهنشاه فرهاد دوم بود و در زمان کوچک بودن پسرش به عنوان نایب‌السلطنه بر ایران حکومت کرد. او در کنار ملکه موزا یکی از چند زنی است که بر ایران اشکانی حکم رانده.
رینو دختر یک نجیب‌زاده مادی بود. پسرش فرهاد در سال ۱۳۲ پیش از میلاد جانشین پدرش شد؛ اما به دلیل کم بودن سن او، رینو در آغاز سلطنت به عنوان نایب‌السلطنه بر کشور حکومت کرد.